# گذرگاه کولما
گذرگاه کولما یا پریوال کلمه (Перевал Кульма) گردنه کوهستانی در پامیر در مرز میان ناحیه مرغاب و تاشکورگان تاجیکستان و ولایت کاشغر در چین است. طول گذرگاه به ۴٬۳۶۲٫۷ متر می‌رسد.